# ニュージーランドストーリー
『ニュージーランドストーリー』（The New Zealand Story）は、タイトーが開発し、1988年にアーケードとして稼働した横スクロールアクションゲーム。

## 概要
タイトルの通り、舞台はニュージーランド。主人公のキーウィ「ティキ」となり、さまざまなアイテムを使いつつ敵を倒しながら、ヒョウアザラシにさらわれて囚われの身となった仲間たちと恋人の「ピューピュー」を助けることが目的。『フェアリーランドストーリー』から続くタイトーのキャラクターアクションゲームで、そのキャラクターと軽快な音楽で人気が出たが、アクション要素が多く1つのステージが長いため簡単にクリアできるゲームではなかった。全5ワールド20ステージ、1ワールド4ステージ構成となっている。
第3ワールド以降、最後の1匹を敵の矢で失うと天に召されて天国ステージに行く事になる。天国には3種類あり、どの面で死んだかによって決まる。通常のステージと同じく敵やトラップがあり、下界への出口（脱出口）の場所は天国の種類によって異なる。出口ではなくて女神がいる所へ行くと、別のエンディングになる。
得点でエクステンドする他に、アイテムとして出る「E」、「X」、「T」、「E」、「N」、「D」の文字を全種類集めるか、同じ文字を10個集める事によってエクステンドする。
マップ上の特定の場所を攻撃すると隠し扉が開き、入るとボーナス面やワープなどが行える。

## システム
8方向レバーと2（ショット、ジャンプ）ボタンでティキを操作する。レバーやボタンの操作効果はステージやアイテムの取得状態により異なる。
通常モード
- アイテムを何も所持していない状態で横スクロール画面の場合。
- レバーは左右の2方向のみ操作可能で、ショットボタンで矢（または他の攻撃）を放ち、ジャンプボタンでジャンプできる。ジャンプ時にボタンを長く押すと、より高い（長い）ジャンプができる。高い所から落下した場合は、途中からジャンプボタンを押すことで羽ばたくことが可能となる。連打することで落下速度を遅くすることができ、さらに高速で連打すれば上昇する。

風船モード
- 敵の風船を奪ったりすることで、風船のアイテムを手に入れることができる。風船へジャンプして乗ったりぶら下がることで、空中を移動することができるようになる。
- レバーは左右の2方向のみ操作可能で、ショットボタンで矢を放ち、ジャンプボタンを押すと風船を上昇させ（押し続けることで上昇し続ける）、離すと風船が落下する。
- このゲーム最大の特徴であるが、この操作が難しく、さらに風船は種類により性質が違うため、これを使いこなすことがゲームクリアの肝となった。
- 風船が足場に接地している状態の時に、レバー下で風船を降りることも可能。

風船モード+ジョイスティック
- 敵を倒したときに出現するアイテムの1つのジョイスティックを所持して風船に乗った場合か、風船に乗っているときにジョイスティックを取った場合。また、UFOに乗ったときにも同様の操作法になる。
- レバーで8方向に移動可能で、風船特有の慣性も無くなる。ショットボタンの働きは変わらず、ジャンプボタンはレバー上方向と同じ働きをするようになる。風船から一度降りてしまうとジョイスティックの効果は無くなってしまう。

水中モード
- 水の中を移動する場合。酸素ゲージが表示され、水中にいる限りゲージが減り続ける。水面に出れば補給（呼吸）が可能。
- レバーで8方向に移動可能だが、水中では両ボタンとも無効で攻撃することができない。水面に出た場合に限り、ショットボタンで斜め上に水を吐いて攻撃できる。また、水を吐くとより早く酸素補給が可能となる。

### 天国ステージ
- ワールド3以降、残機がないときに敵の投擲物でミスすると、ゲームオーバーにはならず、ティキが天に召されて天国ステージから再スタートする。ただし、1クレジットにつき1回限りである。
- 天国ステージは3種類あり、最後にミスしたワールドによって行き先が決定する。
- 通常のステージと同じく敵やトラップがあり、ミスすると通常と同じくゲームオーバー（天国ステージ中に点数で残機が増えていた場合は、最後に着地した地点から再開できる）。
- ステージの中に下界への出口（脱出口）が隠されており、天国から脱出すると、最後にミスした次ラウンド（ただし最終ラウンドだった場合はそのラウンド）から再開できる。
- 出口へ行かずに女神がいる所へ行くと、ティキが永い眠りにつくバッドエンディングにより残機の有無を問わずゲームオーバーとなる。ただし、通常のミスと同じくコンティニューは可能。
- 出口の存在は、バッドエンディングのメッセージで明かされる。

### ミスの条件
以下の条件でミスとなる。
- フロアで刺に触れる
- 敵の攻撃に触れる
- 刺のある敵に触れる
- その他の刺や攻撃に触れる
- 永久パターン防止キャラに触れる
- 水中の時、左下に表示される酸素ゲージがなくなる（無敵状態でもミスとなる）
- イソギンチャクに捕まってしまう

## 開発エピソード

### 『クレイジーバルーン』から本作へ
本作が開発されるきっかけとなったのは、同社が1980年に発売した『クレイジーバルーン』のリメイク作品『クレイジーバルーン パート2』で、風船モード時に針山の間を進む要素はその名残である。『クレイジーバルーン』では操作キャラクターはただの風船だったが、『パート2』では鳥のキャラクターが気球に乗っており、敵キャラクターが妨害してきて、気球が割れると即座にミスという内容であった。当時のリメイクブームに乗じて開発されていたが、研究所内のスタッフにプレイしてもらったところ「ゲームがつまらない」「操作が難しい」と惨憺たる評価で、ロケテストも行われずに開発中止となってしまった。
しかし、8ビットCPUを搭載しスペックがあまり高くない基板で全方向スクロールやたくさんの敵の制御を実装したプログラムは技術的な観点ではよくできており、苦労して開発したプログラマーの石田一朋にとって、開発中止によってプログラムを破棄することは悔いが残るものだった。その話を聞いた上司が、「ソフトを再利用して新しいゲームが作れないか」という提案を行った。それをきっかけに、「『クレイジーバルーン』は風船が割れたら終わりのゲームだが、『パート2』にいる鳥のキャラクターは風船が割れても生きているはず。」という着想から、「『クレイジーバルーン』のリメイクを作る」という固定観念を取り除き、鳥が地面も歩ける、敵キャラクターから風船を奪い取る、ジャンプもでき、水中も泳げるというアクションゲーム要素の追加が行われていった。
本来、ゲームの新規企画を立ち上げる場合は企画書（当時はレポート用紙への手書き）の草案を書くことから始まるが、石田はきれいな字を書いたり、たくさんの字を手書きすることが苦手だったこともあり、プログラマーの立場を活かして『パート2』のプログラムを改造して、遊べる形のゲームとして仕上げてしまった。これは研究所内でもたいへん好評であった。そのとき、ちょうど本社から異動してきた『奇々怪界』のキャラクターデザイナーであった藪崎久也の目に留まって大変気に入り、「一緒にやりましょう」と声を掛けられたことからプロジェクトがスタートし、本作が開発された。

### ニュージーランドとキーウィ
主人公としてキーウィが選ばれたのは、飛べない鳥の代表格であったからで、それによって舞台がニュージーランドと決まった。タイトルは石田が考えたもので、ロゴも石田の手書きがもとになっている。もともとは『フェアリーランドストーリー』のパロディのつもりでウケ狙いで描いたものだったが、それを見たプランナーが非常に気に入ってしまい、正式なタイトルとして採用された。
キャラクター名の「ティキ」は、マオリ（ニュージーランドの先住民）が用いるマオリ語で幸運の守り像、「ピューピュー」は同じくマオリ語で麻糸のスカート（主にお祭りで着用するもの）を意味する。

### BGMにつけられた歌詞
サウンド担当の山田靖子によると、最初の打ち合わせで受けたBGMのオーダーは「ディズニーの曲のようにしてくれ」だった。しかしハードウェアの都合で同時に3音しか出せないために、その要求を素直に達成することは困難であった。そこで、ディズニーの曲だといえる確証はないが、歌えるメロディの曲にしようという目的で「ピューピューはさらわれて嬉しかった（優等生のティキのそばにいるよりも、荒くれ者たちといるほうが刺激があって楽しい）」という内容の歌詞を付けながら作曲された。

### 高難易度への調整
本作のロケテスト時のゲームバランスは完成版より簡単なものだったが、営業からの度重なる要望でどんどん難しく調整されていった。海外版では、当初は国内版と同じ内容で出荷されていたが、1988年に販売されたアクションゲーム『歌舞伎Z』に使われていたボードに、本作を移植してほしいという海外販売からの要望とともに、さらに難易度を上げてくれという要望があった。しかし、敵の動きの変更で難易度を上げることはゲームの特性上難しかったため、マップを難しいものに再構成したバージョンが作られた。その後、すでに海外で出荷されていた基板もこの高難易度バージョンに差し替えられた。

### ティキのやられへのこだわり
ティキがやられたときの動きが豊富に用意されているのは、何故やられたかを視覚的に分かりやすくして、次のプレイに繋げさせるための石田のこだわりによるものである。

### もうひとつのタイトル画面
当時のタイトーでは、タイトル画面の制作の際には背景が黒地でないとロゴマークが目立たないというデザイン上の理由から、タイトルは黒地で制作するという共通の取り決めがあった。しかし制作側としては、黒地の背景というのはアナクロなイメージがあるのでやりたくなく、そこでまず共通仕様の条件を満たすタイトル画面を制作した上で、それとは別に下地の明るいタイトルも制作し、仕様上はタイトル画面とは別のデモ画面後に表示させることにした。そのため、ロゴもコピーライトも表記されておらず、これではバランス的に寂しいということから「THIS GAME WILL BE DEDICATED TO ALL MAZE GAME FANS.」というメッセージが挿入された。

## その他
- 2-1ステージには、1-4ステージへ戻る隠し扉ワープがあるが、このルートを繰り返すと「T」以外の「EXTEND」文字を集められるので、エクステンドもする永久パターンとなる（この裏技ができないよう、扉の位置を調整したバージョンもある）。
- 4-4ステージの海賊船は、中を通らずに外から回り込んで捕らえられている仲間の下で待ち、下から飛んでくる矢に当たると、ミスモーションで跳び上がった瞬間に仲間に触れてクリアとなり、ミスにもならない。5-4のピューピューが捕らえられている場所（正規のルートから行くと最終ボスが出現するかわりに消える）の床下でも同様の方法でクリアができ、最終ボス戦をスキップしてエンディングに行くことが可能[6]。
- 強キャラのポーキュパイン（風船に乗ったヤマアラシで触れるだけでミスとなる）は、難易度設定の4段階のうち高い方の2つに限り出現する。
- 2人プレイ時、2P側はラウンド1-1に限りクリアボーナスが入らないというバグがある。アーケードアーカイブス版では、このバグの再現の有無を設定可能。

## 移植版
| No. | タイトル                                 | 発売日         | 対応機種                               | 開発元             | 発売元                  | メディア                                              | 型式                     | 売上本数 | 備考                                             |
| --- | ---------------------------------------- | -------------- | -------------------------------------- | ------------------ | ----------------------- | ----------------------------------------------------- | ------------------------ | -------- | ------------------------------------------------ |
| 1   | ニュージーランドストーリー               | 1989年7月      | X68000                                 | SPS                | シャープ                | 5インチフロッピーディスク 3.5インチフロッピーディスク | 5":CZ-230AS 3":CZ-230ASC | -        |                                                  |
| 2   | ニュージーランドストーリー               | 1989年8月1日   | FM TOWNS                               | ビング             | ビング                  | CD-ROM                                                | -                        | -        |                                                  |
| 3   | The New Zealand Story                    | 1989年         | Amiga Amstrad CPC Atari ST ZX Spectrum | Choice Software    | Ocean Software          | フロッピーディスク カセットテープ                     | -                        | -        |                                                  |
| 4   | The New Zealand Story                    | 1989年         | コモドール64                           | -                  | Imagine Software        | フロッピーディスク カセットテープ                     | -                        | -        |                                                  |
| 5   | ニュージーランドストーリー               | 1990年2月23日  | PCエンジン                             | アイシステム東京   | タイトー                | 3メガビットHuCARD                                     | TP02007                  | -        |                                                  |
| 6   | ニュージーランドストーリー               | 1990年3月3日   | メガドライブ                           | タイトー           | タイトー                | 4メガビットロムカセット                               | T-11013                  | -        | ステージはすべてオリジナル面に変更されている     |
| 7   | Kiwi Kraze The New Zealand Story         | 1991年         | NES                                    | Software Creations | タイトー Ocean Software | ロムカセット                                          | NES-2K-USA NES-38-UKV    | -        |                                                  |
| 8   | The New Zealand Story                    | 1992年         | セガ・マスターシステム                 | TecMagik           | TecMagik                | ロムカセット                                          | 27035                    | -        |                                                  |
| 9   | タイトーメモリーズ 下巻                  | 2005年8月25日  | PlayStation 2                          | タイトー           | タイトー                | DVD-ROM                                               | SLPM-66092               | -        | アーケード版の移植                               |
| 10  | タイトーメモリーズ 下巻 TAITO BEST       | 2006年9月7日   | PlayStation 2                          | タイトー           | タイトー                | DVD-ROM                                               | SLPM-66521               | -        | 廉価版                                           |
| 11  | タイトーメモリーズ 下巻 エターナルヒッツ | 2007年6月28日  | PlayStation 2                          | タイトー           | タイトー                | DVD-ROM                                               | SLPM-66776               | -        | 廉価版                                           |
| 12  | ニュージーランドストーリーDS             | 2007年5月31日  | ニンテンドーDS                         | タイトー           | サイバーフロント        | DSカード                                              | NTRPANZJ                 | -        | リメイク移植                                     |
| 13  | タイトーメモリーズ ポケット              | 2007年5月31日  | PlayStation Portable                   | タイトー           | タイトー                | UMD                                                   | ULJM-05076               | -        | アーケード版の移植                               |
| 14  | ニュージーランドストーリー               | 2008年10月14日 | Wii                                    | アイシステム東京   | タイトー                | ダウンロード （バーチャルコンソール）                 | -                        | -        | PCエンジン版の移植 2019年1月31日配信・販売終了。 |
| 15  | ニュージーランドストーリー               | 2022年3月2日   | イーグレットツー ミニ                  | 瑞起 ※本体の開発元 | タイトー                | プリインストール                                      | -                        | -        | アーケード版の移植                               |
| 16  | ニュージーランドストーリー               | 2023年1月26日  | PlayStation 4 Nintendo Switch          | タイトー           | ハムスター              | ダウンロード (アーケードアーカイブス)                 | -                        | -        | アーケード版の移植                               |
| 17  | タイトーマイルストーン2                  | 2023年8月31日  | Nintendo Switch                        | ハムスター         | タイトー                | ゲームカード ダウンロード                             | -                        | -        | アーケード版の移植                               |

X68000版
グラフィックやサウンドの再現性は非常に高いが、ティキの挙動や武器や敵のアルゴリズムがオリジナルのアーケード版とは異なり、ゲームバランスはアーケード版とは別物になっている。フロッピーから読み出し中に、ティキを肩に乗せた本作と無関係のセーラー服の少女のイラストが現れる。オリジナルのエンディング終了後、X68000版移植担当のスタッフロールが流れる。なお裏技を使用することで、任意のステージを選択できたり、武器の選択が行えるようになる。
PCエンジン版
グラフィックはアーケード版に準じているが、ティキの挙動が異なる、各要素の削減（「EXTEND」アイテム、一部の敵、風船、天国ステージ）等の変更点がある。開発中にはアーケード版の製作者の元に評価用サンプルが届き、チェック後に挙動のおかしさ等の修正要請レポートを提出したものの、ほとんど改善されてなかったと後に語っている。
メガドライブ版
全編オリジナルマップで構成されており、アーケード版とは別物の移植となっている。移植時に、アーケード版のロケテストで没となったマップが使用されていたが故に、このような仕様となった。ただし、グラフィックやサウンド等は、デモも含めてアーケード版に準じた移植であった。アーケード版の開発者はこの移植にはノータッチだったので、後にこの仕様を知って驚いたと語っている。
FM TOWNS版
BGMの音色やSEの音質などのサウンドに若干の違いはあるが、ゲーム内容の移植度は非常に高く、キャラの挙動も含めてほぼアーケード版に準じた移植となっている。
NES版
北米では『Kiwi Kraze』というタイトルで、欧州ではオリジナルと同じタイトルで販売された。移植担当はSoftware Creations。ハードの制約で色数は少ないものの、ゲームそのものはファミコン上でも高いレベルで再現されており、ティム・フォリンが担当したサウンドも、ファミコンの音源ながらもアーケード版のFM音源に勝るとも劣らないクォリティを実現していた。
PlayStation 2版
2005年8月25日発売の『タイトーメモリーズ 下巻』に本作が収録された。アーケード版の完全移植。本作は最初は遊べない追加タイトルで、一定条件を満たすか隠しコマンドを入力することでプレイ可能という仕様だったが、2006年9月7日に発売された廉価版では最初からプレイできるように変更された。
PlayStation Portable版
2007年5月31日発売の『タイトーメモリーズ ポケット』に本作が収録されている。
ニンテンドーDS版
ティキは残数+ライフ制（ライフポイントが無くなるとミス）となったほか、2段ジャンプやボタン連打で空中を飛ぶことができるようになった。サウンドやステージにもアレンジが施された。DSならではの機能を生かして、タッチパネルを用いた間違い探しや、ティキを谷底からキャッチするといったオリジナル要素も含まれている。なお、今作はエクストラモードがついており、そのゲストキャラとして『バブルボブル』のバブルンとボブルン、『ニューレインボーアイランド』のマイクとバイオレットが登場するが、ティキの仲間と同様ヒョウアザラシに連れ去られる。
PlayStation 4、Nintendo Switch版
アーケードアーカイブスの1作品として2023年1月26日に配信。アーケード版の完全移植。「こだわり設定」にて2P側でステージ1-1をクリアした際にボーナスのスコアが加算されない現象を再現できる。

## スタッフ
- メイン・スタッフ：石田一朋、藪崎久也、大槻朗、藤田允、大山功一
- サウンド・エフェクト：小倉久佳、山田靖子、渡部恭久
- ワンタイム・スタッフ：MITSUKOU KIMURA、利光直子

## 評価
PCエンジン版
ゲーム誌『ファミコン通信』の「クロスレビュー」では合計で24点（満40点）、『月刊PCエンジン』では80・85・80・80・70の平均79点、『マル勝PCエンジン』では7・7・7・7の合計28点（満40点）、『PC Engine FAN』の読者投票による「ゲーム通信簿」での評価は以下の通り21.26点（満30点）となっている。
また、この得点はPCエンジン全ソフトの中で224位（485本中、1993年時点）となっている。同雑誌1993年10月号特別付録の「PCエンジンオールカタログ'93」では、「可愛い画面とは裏腹に、難易度はかなり高い」と紹介されている。
| 項目 | キャラクタ | 音楽 | 操作性 | 熱中度 | お買得度 | オリジナリティ | 総合  |
| 得点 | 4.11       | 3.55 | 3.45   | 3.52   | 3.22     | 3.41           | 21.26 |

メガドライブ版
ゲーム誌『ファミコン通信』の「クロスレビュー」では合計で24点（満40点）、ゲーム誌『メガドライブFAN』の読者投票による「ゲーム通信簿」での評価は以下の通り16.87点（満30点）となっている。
同雑誌1993年7月号特別付録の「メガドライブ&ゲームギア オールカタログ'93」では、「難易度は業務用よりも少々高くなっている」と紹介されている。
| 項目 | キャラクタ | 音楽 | 操作性 | 熱中度 | お買得度 | オリジナリティ | 総合  |
| 得点 | 3.60       | 2.73 | 2.60   | 2.51   | 2.53     | 2.90           | 16.87 |